# Gertrud Fridh
Gertrud Fridh, född 26 november 1921 i Göteborg, död 11 oktober 1984 i Stockholm, var en svensk skådespelare.

## Biografi
Fridh gick vid Nya elementars flickskola. Fadern motsatte sig hennes planer på att bli skådespelare och hon arbetade en kort tid på kontor. Hon gick senare emot faderns vilja och studerade på elevskolan vid Göteborgs stadsteater 1941–1943. Under studietiden hade hon flera roller, den första 1942 . 
Efter studierna engagerades hon vid Göteborgs stadsteater och fick sitt genombrott 1944 i Tobaksvägen. Hon blev kvar i Göteborg till och med 1949 och flyttade därefter till Stockholm och Intima teatern. 1952–1954 var hon vid Malmö stadsteater.
1954–1957 var hon engagerad hon av Sture Lagerwall till Alléteatern där hon hösten 1955 gjorde Chérie i William Inges Älska mej, flicka!, som samtidigt gjorde succé på Broadway under originaltiteln Bus Stop. Året efter blev den film i USA med Marilyn Monroe som Chérie. I uppsättningen på Alléteatern medverkade bland andra Torsten Lilliecrona, Gösta Prüzelius och en av Sveriges främsta komedienner Marianne Löfgren.
1957–1958 åter vid Malmö stadsteater. Hon blev fast engagerad vid Dramaten från 1958 till sin pension 1977.
Fridh var tjänstledig från nationalscenen spelåret 1963–1964 för rollen som Maggi Jack i musikalen Teenagerlove på Oscarsteatern där hon spelade med Lars Ekborg, Jarl Kulle, Jessie Flaws, Gösta Krantz och Margit Carlqvist. 
Vid återkomsten till Dramaten hösten 1964 gav teaterchefen Ingmar Bergman henne den roll som kanske blev hennes främsta: Hedda Gabler i Ibsens pjäs med samma namn. I ensemblen fanns Ingvar Kjellson, Jane Friedmann och Georg Årlin med flera. Föreställningen låg på Dramatens repertoar till och med våren 1968 och gästspelade även på Svenska Teatern i Helsingfors, Hebbel Theater i Berlin och på Aldwych Theatre i London. 
Utöver teatern var Fridh verksam som skådespelare på TV och film. Hon debuterade 1942 i Gustaf Molanders Rid i natt!. 1947 spelade hon en prostituerad kvinna i Ingmar Bergmans Skepp till Indialand. Samarbetet med Bergman fortsatte i bland annat Smultronstället (1957), där hon spelade Isak Borgs hustru Karin, Ansiktet (1958) där hon gjorde rollen som Ottilia Egerman och Djävulens öga (1960) där hon spelade Renata. 1962 gestaltade hon en modeaktris i TV-serien Halsduken. Hon gjorde sin sista filmroll i novellfilmen Kärlek genom ett fönster, i regi av Agneta Elers-Jarleman, som visades på TV1 1978. Fridh medverkar även i en svartvit filmskolefilm i Smärtgränsen 1983.
Fridh bodde under sina sista år i Marbella i Spanien och avled 1984. Hon var från 1947 gift med tandläkare Arne Wilkner (1911–1997)  och är mor till skådespelaren Pierre Wilkner. Gertrud Fridh är begravd på Skogskyrkogården söder om Stockholm.

## Filmografi
- 1942 – Rid i natt!
- 1945 – Trav, hopp och kärlek
- 1947 – Skepp till Indialand
- 1950 – Den vita katten
- 1950 – Hjärter knekt
- 1950 – Två trappor över gården
- 1954 – Gula divisionen
- 1955 – Vildfåglar
- 1956 – Egen ingång
- 1957 – Smultronstället
- 1958 – Ansiktet
- 1959 – Stängda dörrar
- 1960 – Djävulens öga
- 1962 – Halsduken (TV-serie)
- 1962 – Siska
- 1963 – Lyckodrömmen

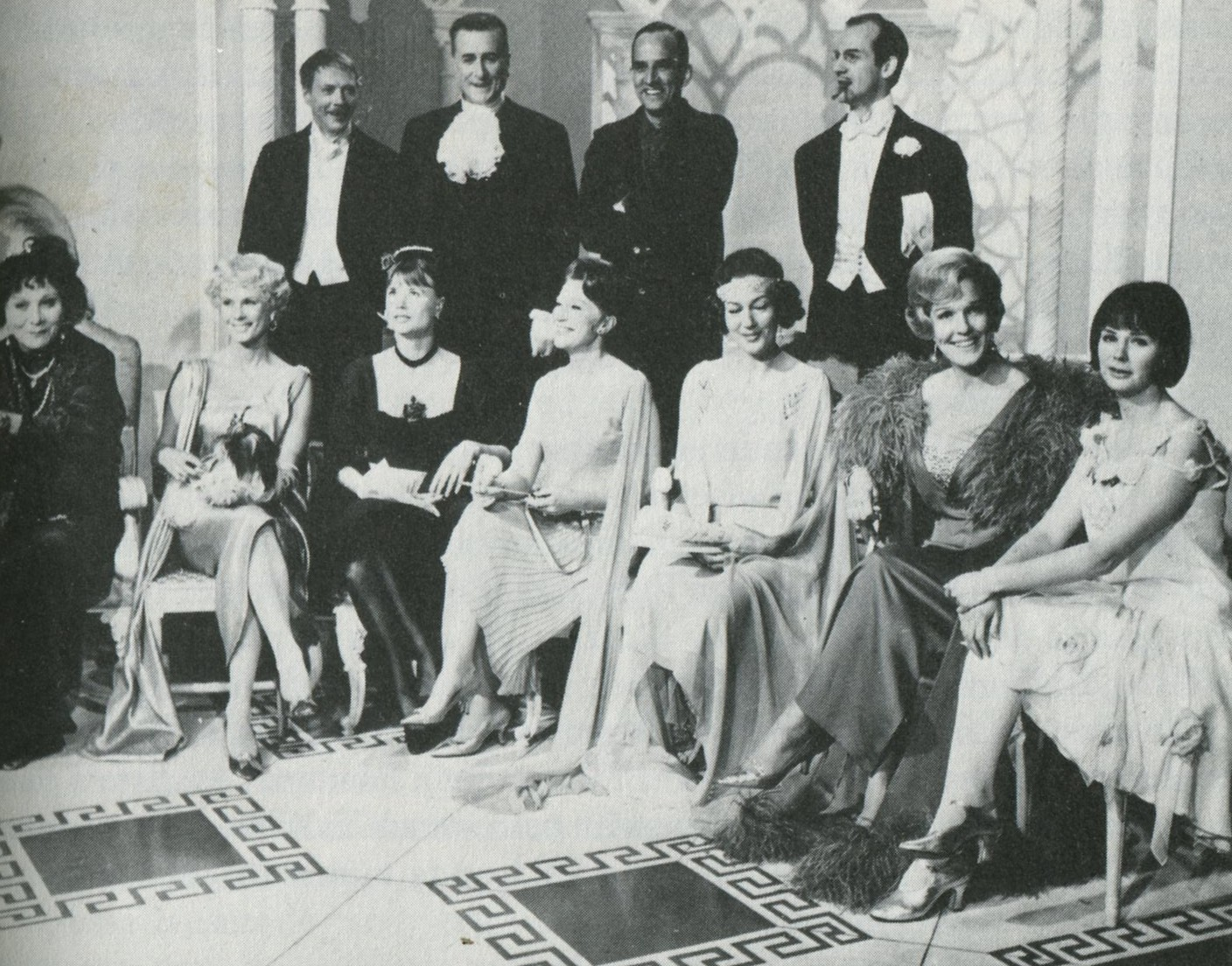
Hela truppen från För att inte tala om alla dessa kvinnor 1964. Stående fr.v.: Allan Edwall, Georg Funkquist, Ingmar Bergman och Jarl Kulle.
Sittande fr.v.: Karin Kavli, Bibi Andersson, Harriet Andersson, Gertrud Fridh, Barbro Hiort af Ornäs, Eva Dahlbeck och Mona Malm.

- 1964 – För att inte tala om alla dessa kvinnor
- 1968 – Vargtimmen
- 1968 – Fordringsägare
- 1968 – Snattare
- 1969 – Solens barn
- 1978 – Kärlek genom ett fönster (TV-teater)
- 1983 – Smärtgränsen

## Teater

### Roller (ej komplett)
| År   | Roll                   | Produktion | Regi                | Teater                |
| ---- | ---------------------- | --- | ------------------- | --------------------- |
| 1947 | Valborg                | Dagen slutar tidigt Ingmar Bergman                                                                              | Ingmar Bergman      | Göteborgs stadsteater |
| 1947 | Patricia Carleon       | Magi (Magic) Gilbert Keith Chesterton                                                                           | Ingmar Bergman      | Göteborgs stadsteater |
| 1947 | Kersti                 | Mig till skräck Ingmar Bergman                                                                                  | Ingmar Bergman      | Göteborgs stadsteater |
| 1948 | Eva                    | Tjuvarnas bal (Le Bal des voleurs) Jean Anouilh                                                                 | Ingmar Bergman      | Göteborgs stadsteater |
| 1949 | Thérèse                | En vildfågel (La Sauvage) Jean Anouilh                                                                          | Ingmar Bergman      | Göteborgs stadsteater |
| 1950 | Medea                  | Medea Jean Anouilh                                                                                              | Ingmar Bergman      | Intiman               |
| 1950 | Polly Peachum          | Tolvskillingsoperan (Die Dreigroschenoper) Bertolt Brecht och Kurt Weill                                        | Ingmar Bergman      | Intiman               |
| 1951 |                        | Drömflickan (Dream Girl) Elmer Rice                                                                             | Hasse Ekman         | Intiman               |
| 1951 |                        | Ta hand om Amelie (Occupe-toi d'Amelie) Georges Feydeau                                                         | Hjördis Petterson   | Intiman               |
| 1952 |                        | Ett dockhem (Et Dukkehjem) Henrik Ibsen                                                                         | Lars-Levi Læstadius | Malmö stadsteater     |
| 1953 | Kurtisanen             | Kungliga sviten (Royal Suite) Ernest Vajda och Clement Scott Gilbert                                            | Per-Axel Branner    | Nya Teatern           |
| 1953 |                        | Som ni behagar (As you Like it) William Shakespeare                                                             | Lars-Levi Læstadius | Malmö stadsteater     |
| 1953 |                        | Patty (The Moon Is Blue) F. Hugh Herbert                                                                        | Knut Ström          | Malmö stadsteater     |
| 1953 |                        | Måsen (Чайка, Tjajka) Anton Tjechov                                                                             | Lars-Levi Læstadius | Malmö stadsteater     |
| 1953 | Styvdottern            | Sex roller söka en författare (Sei personaggi in cerca d'autore) Luigi Pirandello                               | Ingmar Bergman      | Malmö stadsteater     |
| 1954 | Nora                   | Ett dockhem (Et Dukkehjem) Henrik Ibsen                                                                         | Harry Roeck-Hansen  | Blancheteatern        |
| 1954 | Flickan                | Flickan ovanpå (The Seven Year Itch) George Axelrod                                                             | Sam Besekow         | Alléteatern           |
| 1955 | Angélique              | I afton kl. 8: George Dandin (George Dandin ou le Mari confondu) Molière                                        | Sam Besekow         | Alléteatern           |
| 1955 | Damen                  | I afton kl. 8: Ödets man (The Man of Destiny) George Bernard Shaw                                               | Isa Quensel         | Alléteatern           |
| 1955 | Lavinia Featherways    | I afton kl. 8: Familjealbumet (Family Album) Noël Coward                                                        | Sam Besekow         | Alléteatern           |
| 1955 | Cherie                 | Älska mig, flicka (Bus Stop) William Inge                                                                       | Per-Axel Branner    | Alléteatern           |
| 1957 | Christine Penmark      | Ont blod (The Bad Seed) Maxwell Anderson                                                                        | Per-Axel Branner    | Alléteatern           |
| 1957 |                        | Fröken Rosita eller Blommornas språk (Doña Rosita la soltera o el lenguaje de las flores) Federico Garcia Lorca | Frank Sundström     | Malmö stadsteater     |
| 1957 | Célimène               | Misantropen (Le misanthrope) Molière                                                                            | Ingmar Bergman      | Malmö stadsteater     |
| 1960 | Damen                  | Till Damaskus, del I August Strindberg                                                                          | Olof Molander       | Dramaten              |
| 1961 | Constance, Arthurs mor | Kung John (The Life and Death of King John) William Shakespeare                                                 | Alf Sjöberg         | Dramaten              |
| 1961 | Xenia                  | Kattorna Walentin Chorell                                                                                       | Mimi Pollak         | Dramaten              |
| 1961 | Gumman                 | Stolarna (Les Chaises) Eugène Ionesco                                                                           | Alf Sjöberg         | Dramaten              |
| 1963 | Maggi Jack             | Teenagerlove Ernst Bruun Olsen och Finn Savery                                                                  | Ernst Bruun Olsen   | Oscarsteatern         |
| 1964 | Hedda Gabler           | Hedda Gabler Henrik Ibsen                                                                                       | Ingmar Bergman      | Dramaten              |
| 1966 | Medverkande            | I afton improviserar vi (Questa sera se recita a soggetto) Luigi Pirandello                                     | Mimi Pollak         | Dramaten              |

## Priser och utmärkelser
- 1953 – Svenska Dagbladets Thaliapris
- 1957 – Folket i Bilds pris för Egen ingång
- 1964 – Teaterförbundets Gösta Ekman-stipendium
- 1966 – Dramatens O'Neill-stipendium